# Othón Salazar
Othón Salazar Ramírez (Alcozauca, Guerrero; 17 de mayo de 1924-Tlapa de Comonfort, Guerrero; 4 de diciembre de 2008) fue un maestro normalista, revolucionario, político y sindicalista mexicano. 
Fue hijo de padres dedicados a la panadería, por lo que trabajó desde muy pequeño, aunque también acudía a la escuela. Fue también durante su infancia que Othón tuvo una cercanía con la iglesia católica, ya que solía servir como monaguillo durante las celebraciones de misa en el templo de Santa Mónica en su natal Alcozauca. Desde el púlpito arengaba a multitudes imaginarias una vez que el templo se quedaba vacío, con la complacencia y guía del cura David Salgado, quien veía en él las características necesarias para los estudios religiosos en el seminario y bajo el auspicio del obispo de Chilapa, Leopoldo Díaz Escudero. Esa habilidad oratoria desarrollada desde temprana edad la que le serviría al futuro líder socialista para mover masas de hombres en su lucha por la educación y por condiciones más justas para los maestros rurales.
En 1942, Othón llegó a la normal de Oaxtepec. Eran los últimos años de esta escuela normal rural que estuvo funcionando de 1928 hasta 1944. Allí, los maestros veían los últimos relámpagos de la Revolución mexicana, lo que los dejaba con muchas inquietudes sociales. Cursó solo el primer año en Oaxtepec. El segundo lo hizo en la normal de Ayotzinapa y el tercero en la Benemérita Escuela Nacional de Maestros. Después ingresó a la Normal Superior, donde estudió cuatro años, ahí se especializó en ciencias sociales para la enseñanza del civismo. En 1954 fue un dirigente importante de la primera huelga de la Normal Superior.
En 1956, cuando los líderes oficiales del SNTE negociaron un incremento salarial que no llegaba ni a la mitad de la demanda inicial, Othón convocó a un mitin de protesta. Y el 3 de julio de ese mismo año encabezó el movimiento magisterial de masas más grande que haya visto el país, en una lucha contra las injusticias provocadas por los cacicazgos que han existido en ese sindicato magisterial. Poco después, una asamblea independiente lo eligió representante, formando las bases para el Movimiento Revolucionario del Magisterio (MRM) que se constituyó a finales de 1957 y cuya presencia en las escuelas primarias del Distrito Federal se fue expandiendo. En el siguiente año el MRM estuvo al frente de una de las luchas magisteriales más importantes. Las movilizaciones a las que convocaba eran atendidas por un amplio sector social, y el gobierno, al reprimirlas, como hizo con la marcha del 12 de abril de 1958, fomentaba un descontento social que llevaba años gestándose.
Mientras las autoridades se rehusaban reconocer al MRM, éste tuvo cada vez más capacidad de convocatoria y el 30 de abril los maestros tomaron las oficinas de la SEP y obligando al gobierno a negociar. En agosto, en un congreso paralelo, los maestros de la Ciudad de México eligieron a Othón como su legítimo representante, pero ante este gesto de autonomía sindical, la posición del gobierno se fue endureciendo. La manifestación del 8 de septiembre fue reprimida, y Othón, aprehendido. Las autoridades llegaron temprano a su casa, lo amarraron y lo vendaron. Lo sometieron después a violentos interrogatorios y le exigieron que confesara cuántos rublos recibía de la Unión Soviética. Lo mantuvieron secuestrado nueve días antes de procesarlo. Acusado de disolución social, fue encerrado en Lecumberri, pero, gracias a las grandes movilizaciones por su libertad, permaneció allí solo tres días.
El año de 1958, año de gran efervescencia laboral, en los maestros del MRM estuvieron entre sus principales protagonistas. Ese mismo año las movilizaciones de los telegrafistas, petroleros y ferrocarrileros conmovieron al país. Las luchas tuvieron sus orígenes en demandas económicas, pero su aspiración por la democracia sindical tuvo implicaciones mucho más amplias, y sacudieron las estructuras mismas del PRI. A una década del charrazo y en pleno milagro mexicano, los trabajadores mostraban con su inconformidad las condiciones laborales que las estadísticas del milagroso crecimiento económico ocultaban.
Con mano dura el gobierno logró derrotar estos movimientos que se proponían democratizar al sistema. Pero no pudo silenciar a los participantes, que siguieron empeñados en mantener vivas las causas populares. Othón continuó su lucha en el magisterio y en 1960 participó en otra huelga en la Escuela Nacional de Maestros. Pero esta toma de la normal por la corriente democrática de la sección 9 del SNTE fue reprimida y en represalia Othón fue cesado. En 1980 fue candidato a gobernador de Guerrero por el Partido Comunista Mexicano. El fantasma de la guerrilla es invocado al mencionar su paso en algún entrenamiento guerrillero en Puebla, pero se observa una decisión por la vía electoral gracias a la confianza surgida de las actividades del Frente Electoral del Pueblo (FEP).
Desde entonces vivió una situación económica precaria y agraviada por su avanzada edad. Sin embargo, regresó a Alcozauca de Guerrero, su natal pueblo en Guerrero, y recorrió la región de la Montaña escuchando y asesorando a los que allí se organizan, llegando a ser Presidente Municipal (1987-1990) de ese municipio. Murió víctima de una enfermedad renal cerca de las 20:00 horas del 4 de diciembre de 2008 en la ciudad de Tlapa de Comonfort, Guerrero a la edad de 84 años.